# Nihil novi
Nihil novi (лат. нічого нового) — загальновживана назва закону, прийнятого польським сеймом і схваленого королем Олександром Ягеллончиком в 1505 році. У польській історіографії називається конституцією, при цьому слід мати на увазі, що в тодішній Польщі всі постанови сейму називалися конституціями. У російській традиції часто іменується Радомською конституцією.

## Назва
Повна назва закону Nihil novi nisi commune consensu (лат. нічого нового без загальної згоди). Nihil novi також має  біблійне посилання — Nihil novi sub sole або Sub sole nihil novi est (Немає нічого нового під сонцем. Екклезіаст).

## Суть закону
Закон «Nihil novi» унормовував Привілеї шляхетські, забороняв королям приймати нові закони без згоди шляхти (представленої в Сеймі Королівства, що складався з  Сенату та  Посольської ізби) за винятком окремих особливо обумовлених малозначущих питань. Його можна розглядати як завершальний крок по обмеженню влади польського короля (раніше були прийняті: Віленський привілей 1447, Нешавські статути 1454, що розширювали права шляхти, і Мельницький привілей 1501 року, який посилював владу магнатів).
Закон «Nihil novi» був підписаний королем  Олександром Ягеллончиком на Радомському сеймі 3 травня 1505 року (звідси його друга назва — Радомська конституція). Цей закон прийнято розглядати як завершальний крок у формуванні шляхетської демократії, або шляхетської республіки. Пізніше шляхта буде трактувати положення цього закону для обґрунтування принципу одноголосності для прийняття рішення (принцип Liberum veto).
З часу прийняття закону «Nihil novi» загальновживаним стосовно польської системи державного устрою став термін Річ Посполита. На Велике князівство Литовське, що знаходилося з 1385 року в особистій унії (Кревська унія), ні закон «Nihil novi», ні іменування Річ Посполита в той момент не поширювалися.
У тому ж самому році шляхта ще більше розширила свої права, обмеживши права міст брати участь у політичному житті країни, а також заборонивши селянам залишати свої наділи без згоди землевласника, закріпивши, таким чином, кріпосне право в Польщі.

## Текст закону
- Текст закону англійською мовою [Архівовано 6 січня 2012 у Wayback Machine.]
- Текст закону польською мовою [Архівовано 22 листопада 2009 у Wayback Machine.]